# Чемпионат Европы по подводному ориентированию 1967
1-й чемпионат Европы по подводному ориентированию проводился в итальянской Анджере с 5 по 6 августа 1967 года на озере Лаго.

## Участники
На соревнования прислали своих атлетов Италия, СССР, Швеция, Болгария, ФРГ, Швейцария, Чехословакия, Дания, Австрия и Франция.

### Мужчины
| Дисциплина                                           | Золото                                                | Золото  | Серебро            | Серебро | Бронза                   | Бронза  |
| ---------------------------------------------------- | ----------------------------------------------------- | ------- | ------------------ | ------- | ------------------------ | ------- |
| Плавание под водой на дистанцию 700 м без ориентиров | Оскар Хабенихт · Австрия                              | 0 м     | А. Хубер · Австрия | — 2 м   | Владимир Меншиков · СССР | — 4 м   |
| Групповое упражнение                                 | Сергей Тарасов · Георгий Лысенко · Борис Попов · СССР | 44,01.1 | · Италия           | 49,24.1 | · Швейцария              | 57,05.5 |